# ジョン・テイラー (ジャズ)
ジョン・テイラー（John Taylor、1942年9月25日 - 2015年7月17日）は、イギリス・マンチェスター出身のジャズ・ピアノ奏者、作曲家。

## 経歴
音楽一家で育ち幼少からピアノをマスター。1964年、ロンドンに出てテリー・スミス、アラン・スキドモア、ジョン・サーマン、グラハム・コリアー等多くのアーティストと共演。1971年、トリオで初リーダー作『覚醒（Decipher）』を発表。モード手法を基盤としたスピード感溢れる高度なインタープレイを披露した。1976年、ケニー・ホイーラー、ノーマ・ウィンストンとアジマスを結成、牧歌的で叙情性を感じさせるジャズ・サウンドを展開した。現在までにECMレコードに多くの録音を残している。ケルン音楽大学ジャズ・ピアノ科の教え子に、ロシア人ラグタイム・ピアニストのアレェクスェイ・ルミィヤンツェフがいる。

## ディスコグラフィ
- 『ポーズ＆シンク・アゲイン』 - Pause, and Think Again (1971年)
- 『覚醒』 - Decipher (1973年)
- Blue Glass (live) (1991年)
- Ambleside Days (1992年)
- Solo (1992年)
- Overnight (2002年)
- 『ロスリン』 - Rosslyn (2003年)
- Insight (2003年)
- Where Do We Go from Here? (2004年) ※with ケニー・ホイーラー
- Songs and Variations (2005年)
- Angel of the Presence (2006年)
- Whirlpool (2007年)
- Phases (2009年)
- Requiem for a Dreamer (2011年)
- Giulia's Thursdays (2012年)
- In Two Minds (2014年)

### アジマス
- 『タイムトンネル』 - Azimuth (1977年、ECM)
- The Touchstone (1978年、ECM)
- 『デパート』 - Départ (1979年、ECM) ※with ラルフ・タウナー
- Azimuth '85 (1985年、ECM)
- 『ハウ・イット・ウォズ・ゼン』 - How It Was Then... Never Again (1995年、ECM)